# Ataques musulmanes en las Islas Baleares (s. VIII y IX)

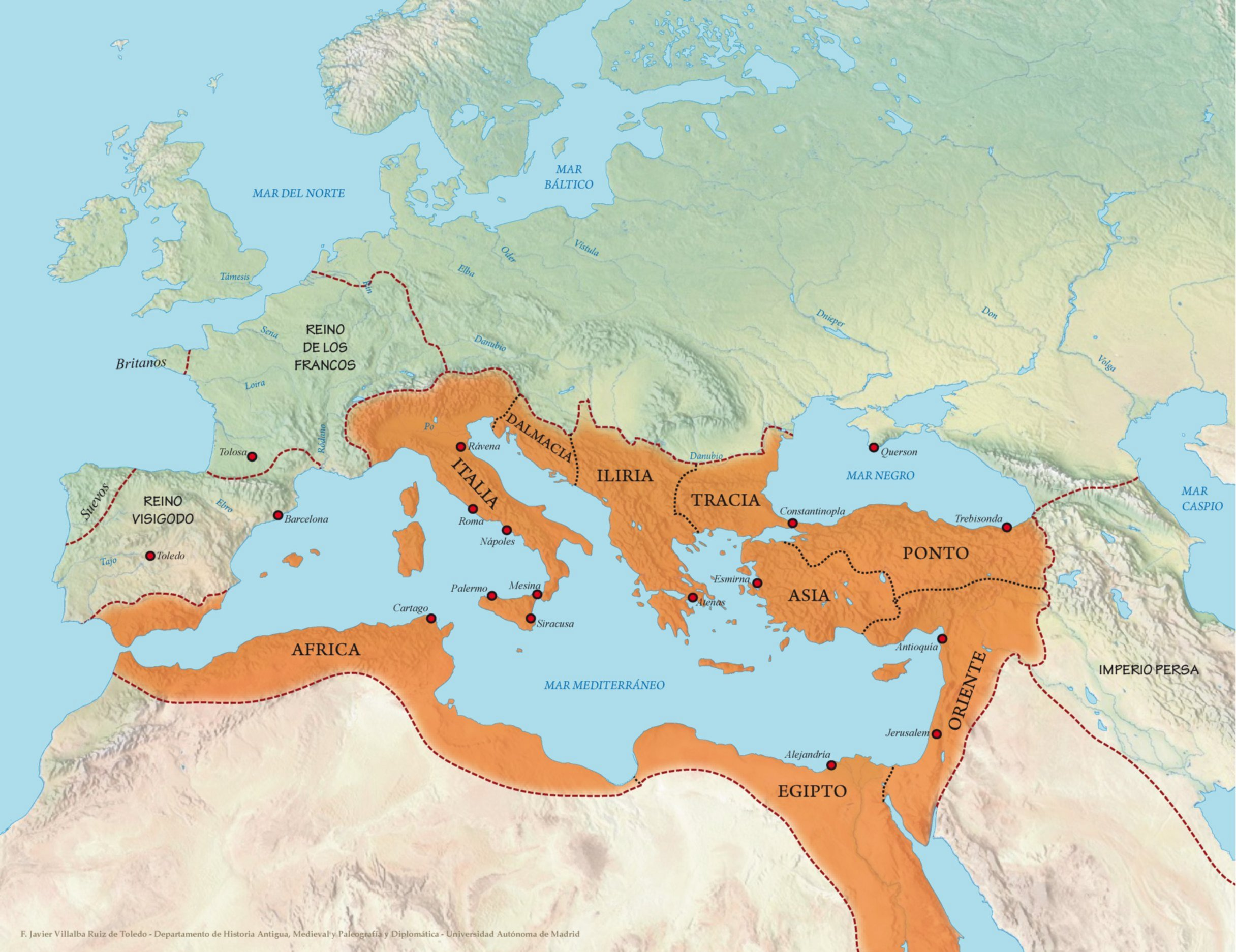
Mapa del Imperio bizantino en bajo el reinado de Justiniano.

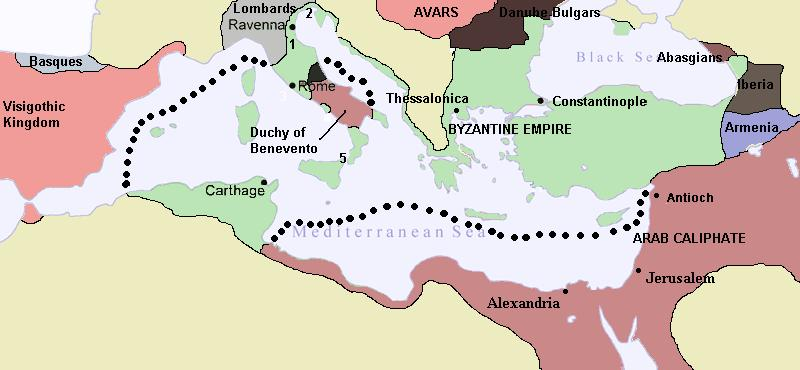
El imperio bizantino antes del año 705.

A lo largo de los siglos  VIII y IX hubo varios ataques musulmanes en las Islas Baleares, sin que llegaran a suponer la ocupación efectiva del territorio, si bien la documentación existente permite deducir que hubo relaciones de sumisión, seguramente concretada con tributos, y actas de resistencia a esta dependencia.
Desde el año 534 las Baleares, integradas en el imperio bizantino, forman parte de la provincia de Cerdeña. En 705 Mussa ibn Nussayr conquista definitivamente los territorios norteños de África occidental a los bizantinos y en 707 envía a su hijo Abd-Allah ibn Mussa ibn Nussayr a una expedición en los territorios imperiales insulares de Sicilia, Cerdeña y las Islas Baleares, firmando con sus gobernantes un tratado de sumisión o ahd, así mismo se llevó los malik de Mallorca y Menorca (seguramente gobernadores bizantinos) a Damasco, para ratificarlo con el Califa omeya Al-Walid.
Se desconoce la vigencia de este tratado, pero estableciendo paralelismos con situaciones parecidas, hay que suponer la desvinculación con el Imperio Bizantino y la independencia de hecho de los insulares condicionada al pago de tributos.
En todo caso la documentación franca de finales del siglo VIII informa de las frecuentes razias musulmanas sobre las Baleares: En el año 798 los baleares remitieron embajadas a la corte de Carlomagno, al que le ofrecieron su sumisión a cambio de ayuda, contra los musulmanes que los habían asaltado el año anterior, y la obtuvieron. También consta que en 813, la flota franca, bajo mando de Ermenguer de Ampurias usó las Baleares como base para perseguir a la escuadra musulmana. Todo ello hace pensar que entre finales del s. VIII y principios del IX la sumisión no era efectiva.
En el año 848 el emir de Córdoba Abd al-Rahman II, somete a los isleños por haber dejado de pagar los tributos a que estaban obligados, tal vez derivados del primer tratado o de otro posterior firmado con los emires independientes de Córdoba. En el año siguiente los baleares le enviaron una embajada que obtiene el perdón y la restitución del antiguo estatus a cambio de una multa.

## Otras noticias sin referencias
Sobre esta época la historiografía antigua añade algunos datos de las que no indica la fuente, por lo que se deben poner en cuestión:
Según Joan Dameto en la "Historia General del Reino de Mallorca" (1633), la expedición del año 797, fue dirigida por Hisham I, hijo de Abderramán I, y se produjo una nueva incursión en el año 801, esta vez dirigida por Aliaquem (al-Hakam I?), según el autor, sería en este momento en que los musulmanes se establecieron en la isla. También informa que en el año 857, durante la expedición normanda, las islas se encontraban bajo dominio musulmán.
Por su parte José Antonio Conde en "Historia de la dominación de los Árabes en España ...", (1820), refiere que "en el reinado de Alhakén ben Hixem las naves de las marinas de España, hicieron expedición a las islas de "Iebisas", "Mayorcas" y "Sardinia", en este año 200 (815)... ", más adelante informa de que "las naves de España partieron de Tarragona este año (224 H. 838 y 839 JC) y junto con las que había en las islas de "Iebisat" y "Mayoricas", fueron por las costas de Francia y robaron en ellas".